# Loke (gmina Tabor)
Loke – wieś w Słowenii, w gminie Tabor. W 2018 roku liczyła 167 mieszkańców.